# Slotskredsen
Slotskredsen er fra 2007 en opstillingskreds i Københavns Storkreds. I 1920-2006 var kredsen en opstillingskreds i Vestre Storkreds.
Den 8. februar 2005 var der 34.896 stemmeberettigede vælgere i kredsen.
Kredsen dækker den del af Frederiksberg Kommune, der ikke omfattes af Falkonerkredsen.
Kredsen rummede i 2015 flg. kommuner og valgsteder som fra 2007 skiftede navn (anført med pile):
- Del af Frederiksberg Kommune
  - 2. Kreds, Nord → 11. Kreds, Lindevang(skolen)
  - 2. Kreds, Syd → 11. Kreds, Søndermark(skolen)
  - 2. Kreds, Øst → 11. Kreds, Rådhuset
  - 2. Kreds, Vest → 11. Kreds, (Skolen på) Nyelandsvej